# Prêmio de Unidade Valorosa
O Prêmio de Unidade Valorosa (em inglês:  Valorous Unit Award, VUA) é uma condecoração militar coletiva dos Estados Unidos concedida pelo Exército dos EUA a unidades das forças armadas dos Estados Unidos ou de nações estrangeiras que demonstraram heroísmo na presença do inimigo durante um conflito armado. É o equivalente coletivo da Estrela de Prata individual.

## História
Em 1965, em plena Guerra do Vietname e na sequência de uma reclamação do comandante do MACV, foi realizada pelo Departamento de Defesa uma revisão do sistema de atribuição de recompensas colectivas. Existe de facto uma disparidade entre a atribuição da Citação Presidencial de Unidade, cujos critérios a tornam o equivalente colectivo da Cruz de Serviços Distintos, e a da Comenda de Unidade Meritória que premia serviços meritórios mas não heróicos. O estudo realizado pelo Departamento de Defesa recomendou a ampliação dos critérios da Comenda de Unidade Meritória para atos de heroísmo, o que é rejeitado pelo Chefe do Estado-Maior que solicita a criação. em 7 de janeiro de 1966, duma condecoração de unidade cujos critérios de atribuição corresponderiam aos da Estrela de Prata. Este pedido foi aprovado pelo Chefe do Estado-Maior do Exército dos EUA em 12 de janeiro, dando origem ao Prêmio de Unidade Valorosa.

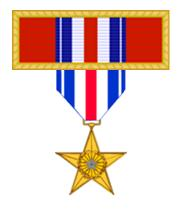
Comparação entre a barreta do Prêmio de Unidade Valorosa e fita da Estrela de Prata.

Retroativo a 3 de agosto de 1963, o VUA recompensa as ações coletivas de uma unidade em conflito na presença de um inimigo hostil. Estas ações deveriam ser consideradas heróicas, mas em menor grau do que aquelas que poderiam dar origem à atribuição da Citação Presidencial de Unidade. A duração ou o número de missões não são levados em consideração. Somente em raras ocasiões uma unidade maior que um batalhão se qualificará para a atribuição desta condecoração, e as unidades maiores devem anexar um memorando de justificação. Os membros de uma unidade condecorada que tenham participado da ação que resultou na comenda estão autorizados a usar a barreta em título permanente, mesmo que um dia deixem a unidade. Por outro lado, os membros de uma unidade que não participaram na atribuição do VUA apenas o utilizarão durante o período de serviço na unidade em causa.

## Descrição
Equivalente colectivo da Estrela de Prata, a barreta do Prémio de Unidade Valorosa retoma o padrão e as cores desta última, nomeadamente uma faixa central branca atravessada por uma faixa vermelha mais fina e delimitada por duas faixas azuis carregadas de um rebordo branco. Tudo é colocado sobre um fundo vermelho e emoldurado por uma borda dourada. As unidades condecoradas exibem uma flama de campanha nas cores da fita no mastro de suas bandeiras.